# Drosophila strigiventris
Drosophila strigiventris är en tvåvingeart som beskrevs av Oswald Duda 1927. Drosophila strigiventris ingår i släktet Drosophila och familjen daggflugor.
Artens utbredningsområde är Bolivia.